# W48

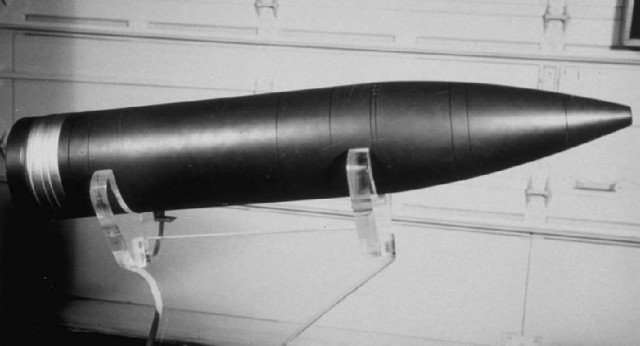
Um projétil W48.

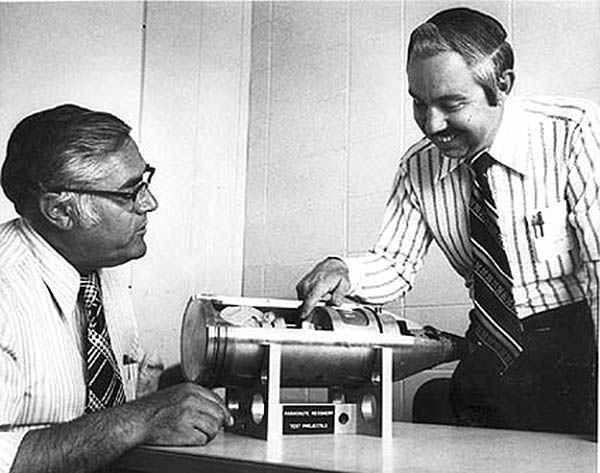
Projetistas analisando uma maquete do projeto W48.

W48 foi uma linha de bombas nucleares de fissão dos Estados Unidos da América, teve 2 variantes:Mod 0 e Mod 1, ambos eram quase inúteis com o pequenino rendimento de 0,072 quilotons de TNT (muito, muito baixo), tinha 33,3 centímetros de comprimento, 15,5 centímetros de diâmetro e pesava de 118-128 libras.

## Implosão linear
O W48 tinha um design do tipo de implosão linear, um projeto inútil, pouco potente, pesado e que requer 2-3 vezes mais que um projeto normal, rendendo 4 vezes menos que os outros, além disso cada unidade de W48 custava 1,25 milhões de dolares, sendo 1 milhão gasto com plutônio, demonstrando a inutilidade deste projeto que deveria ter sido cancelado.